# Hadena alpina
Hadena alpina är en fjärilsart som beskrevs av Charles Boursin 1959. Hadena alpina ingår i släktet Hadena och familjen nattflyn. Inga underarter finns listade i Catalogue of Life.